# 李偉峰
李偉峰（英語：Lee Wai-fung），成長於香港，畢業於暨南大學，曾任香港油尖旺區議會富榮選區議員，民主黨黨員。

## 簡歷
李偉峰是民主黨成員，多年來擔任立法會涂謹申議員助理。
李偉峰曾三度出選油尖旺區議會選舉：
2011年區議會選舉，在大角咀南選區挑戰民建聯蔡少峰，以1543對823票落敗。選後轉至富榮選區服務。
2015年區議會選舉，李偉峰轉至富榮選區挑戰民建聯鍾港武，雙方戰情激烈。最後，以2473對2053票僅敗，差距僅400餘票。選後，李偉峰繼續服務富榮選區，以期四年後一舉「翻盤」。
2019年區議會選舉，李偉峰捲土重來，以4242對3373票，近千票的大比數擊敗鍾港武。歷經8年的努力，終成功當選油尖旺區議員，亦是當屆油尖旺區議會第二高得票當選人(僅次於鄰區富柏余德寶)。

### 2011年
| 政党   | 政党   | 候选人    | 票数  | %     | ±      |
| ------ | ------ | --------- | ----- | ----- | ------ |
|        | 民主黨 | ①. 李偉峰 | 823   | 31.41 |        |
|        | 民建聯 | ②. 蔡少峰 | 1,543 | 58.89 |        |
|        | 社民連 | ③. 曾浚瑛 | 254   | 9.69  |        |
| 多数票 | 多数票 | 多数票    | 720   | 27.5  | 不適用 |

### 2015年
| 政党   | 政党   | 候选人    | 票数  | %     | ±      |
| ------ | ------ | --------- | ----- | ----- | ------ |
|        | 民主黨 | ①. 李偉峰 | 2,053 | 45.36 |        |
|        | 民建聯 | ②. 鍾港武 | 2,473 | 54.64 |        |
| 多数票 | 多数票 | 多数票    | 420   | 9.28  | 不適用 |

### 2019年
| 政党   | 政党   | 候选人    | 票数  | %     | ±      |
| ------ | ------ | --------- | ----- | ----- | ------ |
|        | 無黨派 | ①. 黃惠達 | 133   | 1.71  | 不適用 |
|        | 民主黨 | ②. 李偉峰 | 4,242 | 54.75 | +9.39  |
|        | 民建聯 | ③. 鍾港武 | 3,373 | 43.53 | -11.11 |
| 多数票 | 多数票 | 多数票    | 869   | 11.21 | 不適用 |

## 區議會及社區工作

### 直播論區政
在李偉峰成功當選油尖旺區議員後，適逢2019新型冠狀病毒在香港肆虐橫行，且香港特區政府實施限聚令，社區「街站」活動難以開展。有見及此，李偉峰不強求擺設街站，增加群眾聚集引來的健康風險；並善用網絡社交媒體Facebook平台的直播功能，多次開展網絡直播，向富榮選區街坊闡述防疫用品登記、區政資訊及區議會事務等重要社政問題。其開播次數之頻密、內容涉及之廣度及深度，於當屆整個油尖旺區議會可謂無出其右。

### 堅持配戴防毒面罩拍攝油尖旺區議會合照
2020年2月10日，油尖旺區議會開會，民政處安排議員拍攝合照，李偉峰堅持戴上俗稱豬咀的防毒面罩拍照。並拒絕民政署及攝影師建議先拍攝戴口罩的照片，然後再「除罩」拍攝另一張照片的請求

。李偉峰表示，其堅持配戴口罩拍攝合照的行為是希望香港人銘記歷史教訓，且記得港人要戴口罩是因為行政長官林鄭月娥。